# Vailulu'u
Le mont Vailulu'u est un mont sous-marin et plus particulièrement un volcan sous-marin actif, situé dans l'océan Pacifique, à une quarantaine de kilomètres de l'île de Ta‘ū, dans les Samoa américaines. Il marque l'extrémité orientale de la chaîne volcanique créée par le point chaud des Samoa. Le mont s'élève sur plus de 4 000 m, depuis le plancher océanique jusqu'à 593 m sous le niveau de la mer. Le sommet du volcan est constitué par une caldeira de 2 km de diamètre et de 400 m de profondeur, au milieu de laquelle se trouve un cône volcanique récent et actif appelé Nafanua.
Des éruptions dues au mont Vailulu'u sont enregistrées en 1973, mais ce n'est qu'en 1975 que le volcan est identifié sur des profils bathymétriques réalisés au sonar. En 1995, une série de séismes est localisée à proximité du mont et considérée comme induite par son activité volcanique. Des panaches d'eau turbide au-dessus de son sommet attestent d'une activité hydrothermale intense.

## Appellations
Le mont sous-marin Vailulu'u est découvert en 1975 par Rockne Johnson qui mène une campagne de sondage bathymétrique dans une zone maritime où une activité sismique intense avait été noté en 1973. Il est alors connu sous le nom de « volcan Rockne » ou de « mont sous-marin Fa'afafine ». En l'an 2000, un concours auprès des lycéens samoans lui attribue le nom de Vailulu'u qui se réfère à une pluie sacrée censée tomber à chaque cérémonie du dernier roi des Samoa.
Le cône volcanique actif qui se trouve dans la caldeira sommitale est nommé Nafanua, d'après le nom de la déesse de la guerre dans les mythologies samoane et polynésienne.

## Géographie et géomorphologie

### Localisation

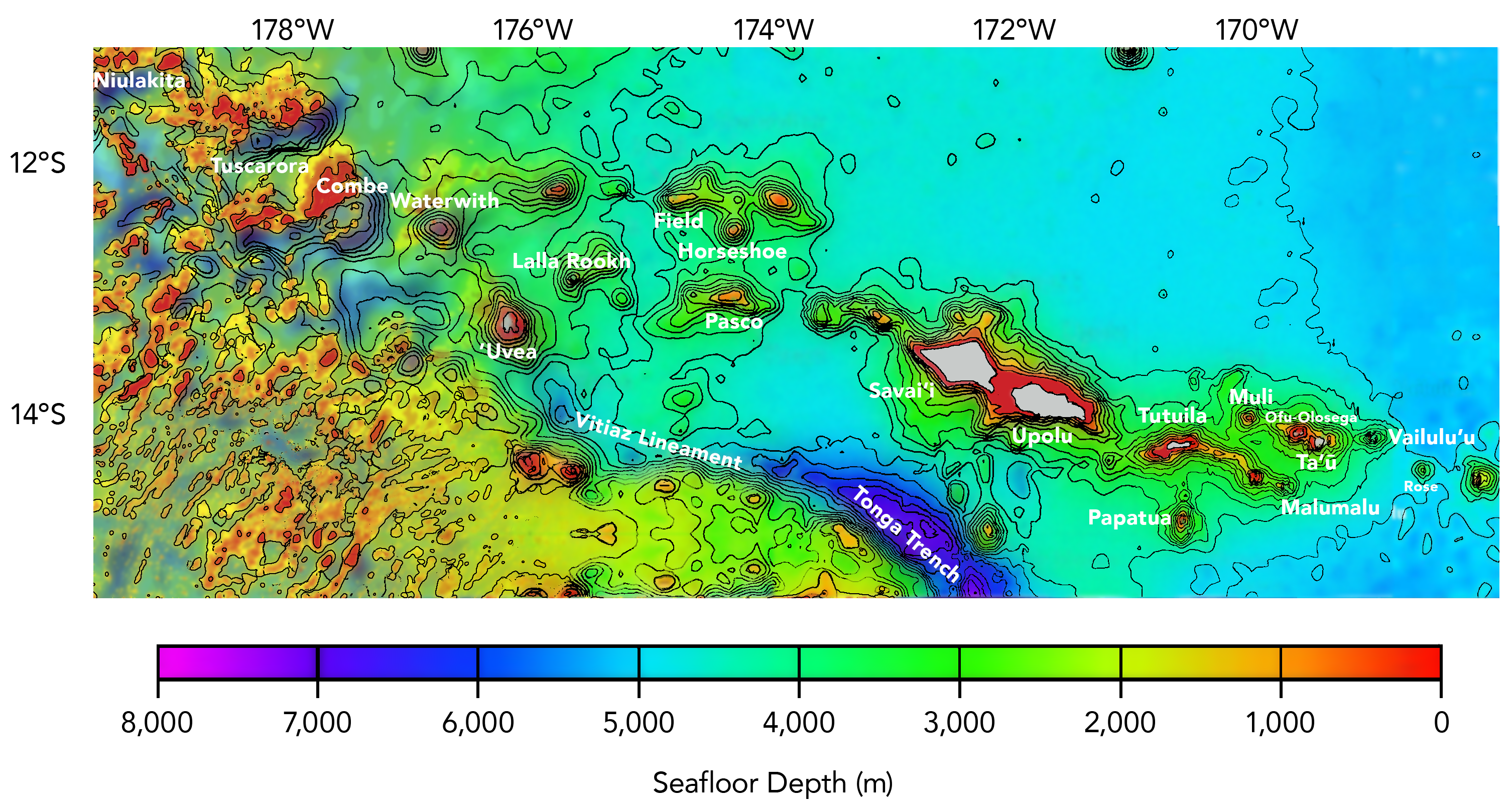
Localisation du mont Vailulu'u sur une carte bathymétrique de l'archipel des Samoa.

Le mont Vailulu'u est situé dans les Samoa américaines à 43 km à l'est de l'île de Ta‘ū qui est l'île habitée la plus à l'est de l'archipel. Un autre mont sous-marin, le Malumalu, se trouve au sud-ouest de cette île. A l'est du Vailulu'u se trouve seulement l'atoll inhabité de Rose, et un autre mont sous-marin, Malulu.

### Morphologie du volcan
Le Vailulu'u est un mont sous-marin globalement de forme conique qui s'élève de 4 200 m au-dessus du plancher océanique de la région et atteint 593 m sous le niveau de la mer. Son sommet est formé par une caldeira de 2 km de diamètre et de 400 m de profondeur. Le point le plus haut se situe sur le bord ouest de la caldeira qui n'est pas parfaitement circulaire mais a une forme de coquille. L'altitude du bord de la caldeira varie fortement, avec notamment une brèche au sud-est et à une profondeur de 795 m.
Nafanua, un cône volcanique actif de 300 m de haut se trouve dans la partie ouest de la caldeira. Il s'est formé en 2004 par l'accumulation de pillow-lavas. Avant sa formation la surface de la caldeira montrait plusieurs puits. Il est possible qu'à une époque plus ancienne un cône volcanique encore plus grand occupait la caldeira.
Les flancs du mont Vailulu'u comportent deux crêtes bien marquées à l'est et à l'ouest, ainsi qu'une autre crête plus ténue au sud. Des loupes de glissement de terrain sont visibles à divers endroits sur les flancs. Le volume total du volcan est estimé à 1 050 km3 et son élévation entre le sommet et la base est comparable à celle de grands volcans terrestres comme le mont Fuji. Le fond océanique de la région se trouve à environ 5 km sous le niveau de la mer. La base du volcan a un diamètre de 35 km. Un col sous-marin à une profondeur de 3 200 m relie le volcan à l'île de Ta‘ū.

### Évents hydrothermaux
Des évents hydrothermaux sont localisés à de nombreux endroits de la caldeira du Vailulu'u et montrent des caractéristiques très variables, notamment dans la température des fluides qui en sortent. La majeure partie de l'activité se situe dans le complexe hydrothermal « Northern Moat » avec des fluides atteignant 80 °C, alors qu'un autre complexe nommé « South Wall Fe Chimney » montrent des températures beaucoup plus basses, autour de 20 °C. Cette activité hydrothermale modifie les propriétés de l'eau de mer se trouvant dans la caldeira, la rendant beaucoup plus turbide et chaude que celle de l'océan environnant. A l'extérieur de la caldeira, la crête ouest sur le flanc du volcan comporte également des évents hydrothermaux de basse température.
Les fluides hydrothermaux sortant du complexe « Northern Moat » sont riches en sulfures et en dioxyde de carbone. Les fluides sont très chargés en minéraux et à certains endroits la visibilité sous-marine est seulement de 2 m. Les fluides perturbent aussi la circulation locale des courants océaniques en formant des panaches constitués du mélange entre les fluides hydrothermaux et l'eau de mer. Ces panaches sortent de la caldeira et peuvent s'étendre sur plusieurs kilomètres autour du volcan.
Le débit total des évents sur le Vailulu'u est estimé à 0,13 km3/jour (1 500 m3/s). L'énergie totale dissipée par le système hydrothermal est évaluée entre 610 et 760 mégawatts.

## Géologie

### Contexte régional
Le mont Vailulu'u se situe à l'extrémité orientale de la chaîne volcanique des Samoa et de ce fait est considéré comme la position actuelle du point chaud des Samoa. Les analyses isotopiques des roches magmatiques du volcan confirme cette hypothèse. Des roches récentes sont également observables sur le mont sous-marin Malumalu, ce qui voudrait dire que le point chaud alimente actuellement les deux volcans. Ces deux volcans se trouvent chacun à l'extrémité orientale de deux alignements est-ouest distincts de monts sous-marins.
Les Samoa sont situées immédiatement au nord-est de l'extrémité septentrionale de la fosse des Tonga, où la plaque pacifique plonge en subduction sous la plaque australienne. Cette proximité est probablement la raison pour laquelle les îles anciennes formées par le point chaud des Samoa montrent encore une certaine activité volcanique, comme en 1905 sur l'île de Savai'i. Cette activité volcanique récente est la principale raison qui à l'origine faisait obstacle à l'hypothèse de formation des îles par point chaud. Toutefois, l'âge de formation des différentes îles montre bien une tendance allant de l'ouest vers l'est, où se trouve actuellement le point chaud. Le mont sous-marin Malulu et l'atoll de Rose ne semblent pas avoir été formés par le point chaud, si bien que le Vailulu'u est le volcan le plus récent de la chaîne des Samoa. À l'extrémité occidentale de la chaîne, les monts sous-marins Lalla Rookh Bank, Combe Bank et Alexa Bank sont les produits les plus anciens du point chaud des Samoa.
Historiquement, deux hypothèses étaient en concurrence pour expliquer la formation de la chaîne volcanique des Samoa. L'hypothèse d'une déchirure de la plaque pacifique n'est plus créditée. L'hypothèse généralement admise est celle de la formation par le point chaud des Samoa, avec les cas de volcanisme récent attribués à une interaction entre la structure géologique des îles, la fosse des Tonga, et le réseau de failles transformantes prenant le relais à l'ouest de cette dernière. Le panache mantellique à l'origine du point chaud des Samoa serait perturbé et dévié par le plan de subduction plongeant sous les îles Tonga. Cette interaction serait récente.

### Pétrologie et minéralogie
Des basaltes alcalins et des picrites ont été prélevés sur le mont Vailulu'u. Ces roches sont caractéristiques de la série magmatique alcaline appelée « end-member magma type 2 » (EM2) bien que des différences notables existent entre les formations volcaniques constituant le volcan.
Il existe de nombreux indices d'altération hydrothermale, à commencer par la présence de quartz dans certains échantillons. De plus, les fluides hydrothermaux de basse température forment des cheminées d'oxyde de fer qui mesurent de quelques centimètres à plusieurs mètres. La masse totale du flux sortant de manganèse est estimée à 5,5 tonnes/jour. Les dépôts hydrothermaux de sulfures et d'oxydes pourraient à l'avenir faire l'objet d'une exploitation minière.

### Historique des éruptions
Le Vailulu'u est un volcan actif. Depuis sa découverte en 1975, il est entré en éruption à plusieurs reprises, la dernière datant de 2005. La plupart des éruptions sont repérées de manière indirecte, par l'activité sismique induite. Le cratère du volcan étant très loin de la surface de la mer, le meilleur moyen de repérer son activité est de surveiller les séismes dans la région, par ailleurs très rares, la fosse des Tonga étant suffisamment loin. Des essaims de séismes sur le volcan ont été enregistrés en 1973, 1995 et 2000. Les foyers des séismes sont localisés soit sur les zones hydrothermales, soit sur la crête sud-est à l'extérieur du cratère, qui est interprété comme une zone de rift.
La crise sismique de 1973 est certainement associée à une éruption sous-marine majeure. La dernière éruption, de 2001 à 2004, n'a pas été remarqué à l'époque et a formé le cône volcanique de Nafanua, alors que la morphologie du volcan n'évolue généralement pas rapidement. La répétition d'éruptions de ce type à l'avenir pourrait faire émerger le sommet du volcan. Le sommet est suffisamment proche de la surface pour voir des éruptions explosives se produire, ce qui aurait des conséquences dramatiques pour les communautés côtières environnantes et pour les navires fréquentant la zone. Par ailleurs, il semble que les effets isostatiques liés à la formation du mont Vailulu'u soient déjà visibles sur le trait de côte à Tutuila.
Les analyses isotopiques sur les échantillons de roche remontées du Vailulu'u montrent des déséquilibres pour le couple thorium-uranium. Il en est déduit que le volcan est fréquemment actif depuis 8000 ans et que la caldeira s'est formée pendant les dernières centaines d'années. Des analyses radiométriques datant de 1984 et 1999 indiquent des âges de moins de 10 ans pour certaines roches de la caldeira.

## Biologie
Une importante faune bactérienne vit sur le volcan et se présente sous la forme de tapis microbiens développés à la surface des roches basaltiques. Cette faune bactérienne est proche de celle identifiée sur les monts sous-marins de la ride de Tonga-Kermadec, sur le mont sous-marin Kamaʻehuakanaloa à Hawaii et sur la dorsale est-Pacifique. Plusieurs espèces de levures pigmentées et d'autres champignons sont identifiées près du cône Nafanua et dans les tapis ferreux et jouent probablement un rôle important dans l'écosystème du mont Vailulu'u.
Les tapis microbiens mesurent 2 à 4 cm d'épaisseur et contiennent souvent des dépôts d'oxydes et d'hydroxydes de fer. La production de sidérophores est généralisée, ce qui permet non seulement de rendre le fer disponible pour les microorganismes mais également de réduire l'étau d'oxydes de fer dans lequel ils se trouvent. Le soufre, le manganèse et le fer servent de donneurs d'électron pour le métabolisme des organismes. Des Gammaproteobacteria oxydant les sulfures d'hydrogène, le fer, le manganèse et le méthane vivent sur le volcan.
Des démosponges vivent sur les bords du cratère, près de fissures qui probablement permettent l'entrée d'eau de mer riche en nutriments. Des crinoïdes, des gorgones, des éponges sont observées sur la zone de rift occidentale du Vailulu'u. Dans les zones sans activité hydrothermale, les échinodermes, coraux Alcyoniidae et éponges dominent. Près du sommet se trouvent des populations de crabes, d'anguilles, de coraux et poulpes. Les populations d'anguilles sont très nombreuses; celles-ci se nourrissent principalement de crustacés apportés vers le volcan par les courants marins.
La faune varie énormément entre les différentes zones du mont sous-marin. Le sommet du cône Nafanua, bien oxygéné et riche en crustacés tels que les crevettes abrite des populations d'anguille, alors que le fond de la caldeira, sous-oxygéné, affiche un taux de mortalité élevé (il est surnommé le « fossé de la mort ») et abrite des populations de polychètes nécrophages.

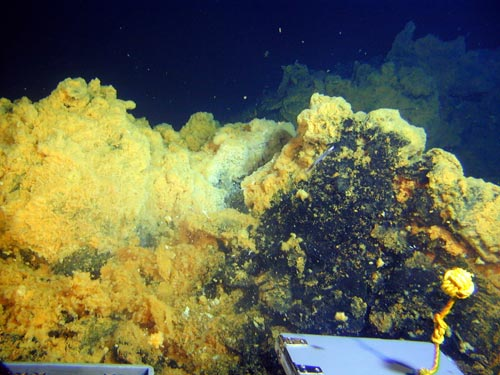
Le sommet du cône Nafanua est recouvert de tapis bactériens indiquant un hydrothermalisme de basse temmpérature.
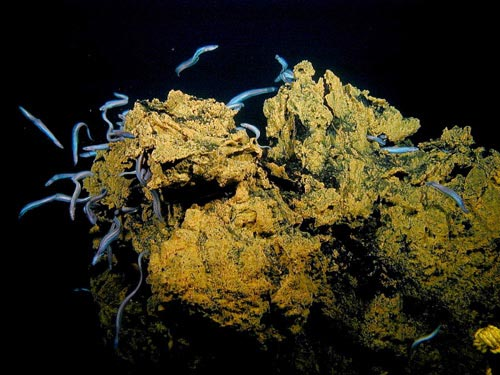
Des anguilles égorgées (Synaphobranchidae) près du sommet du Nafanua.
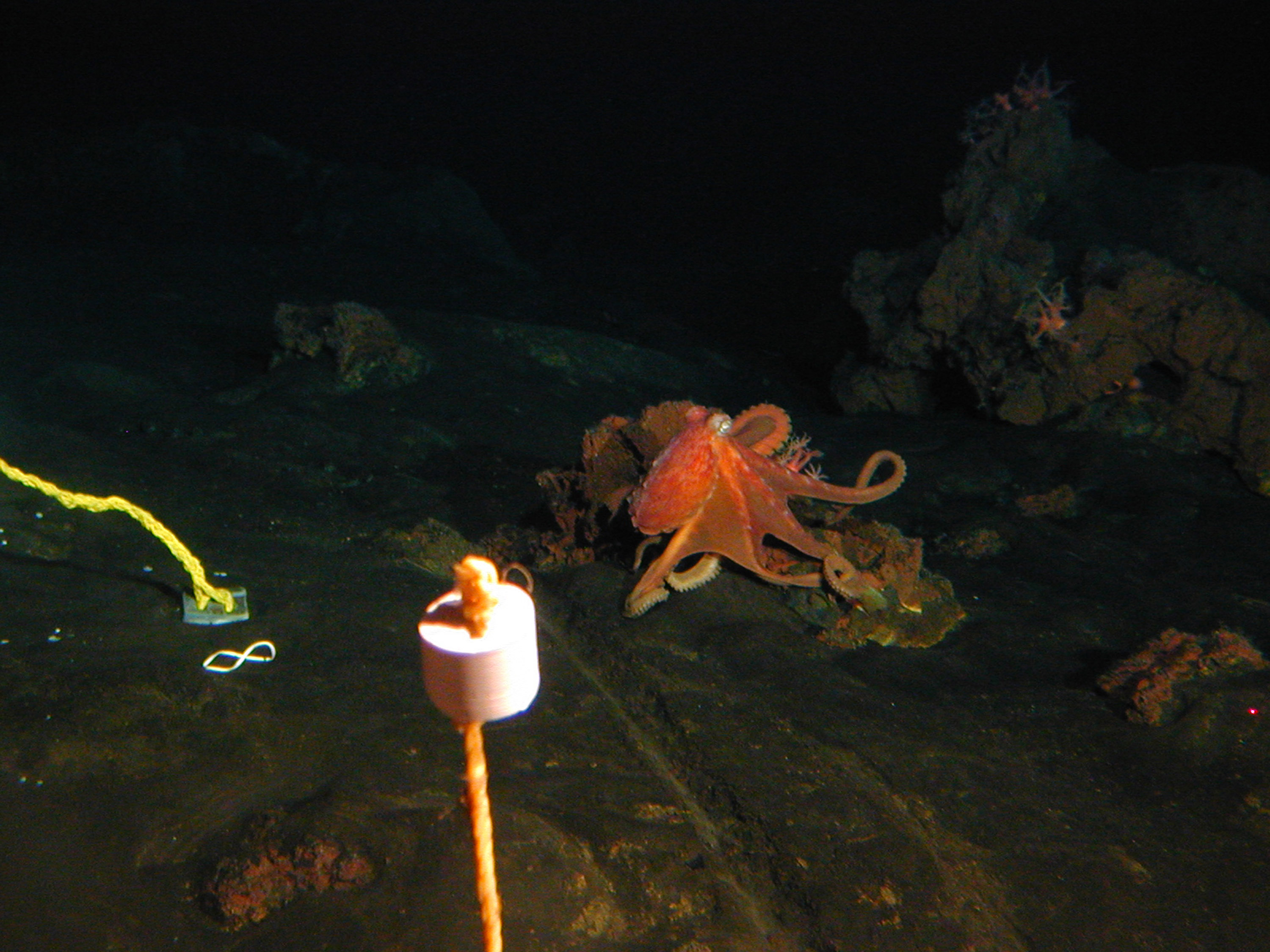
Une pieuvre près du sommet ouest du volcan.
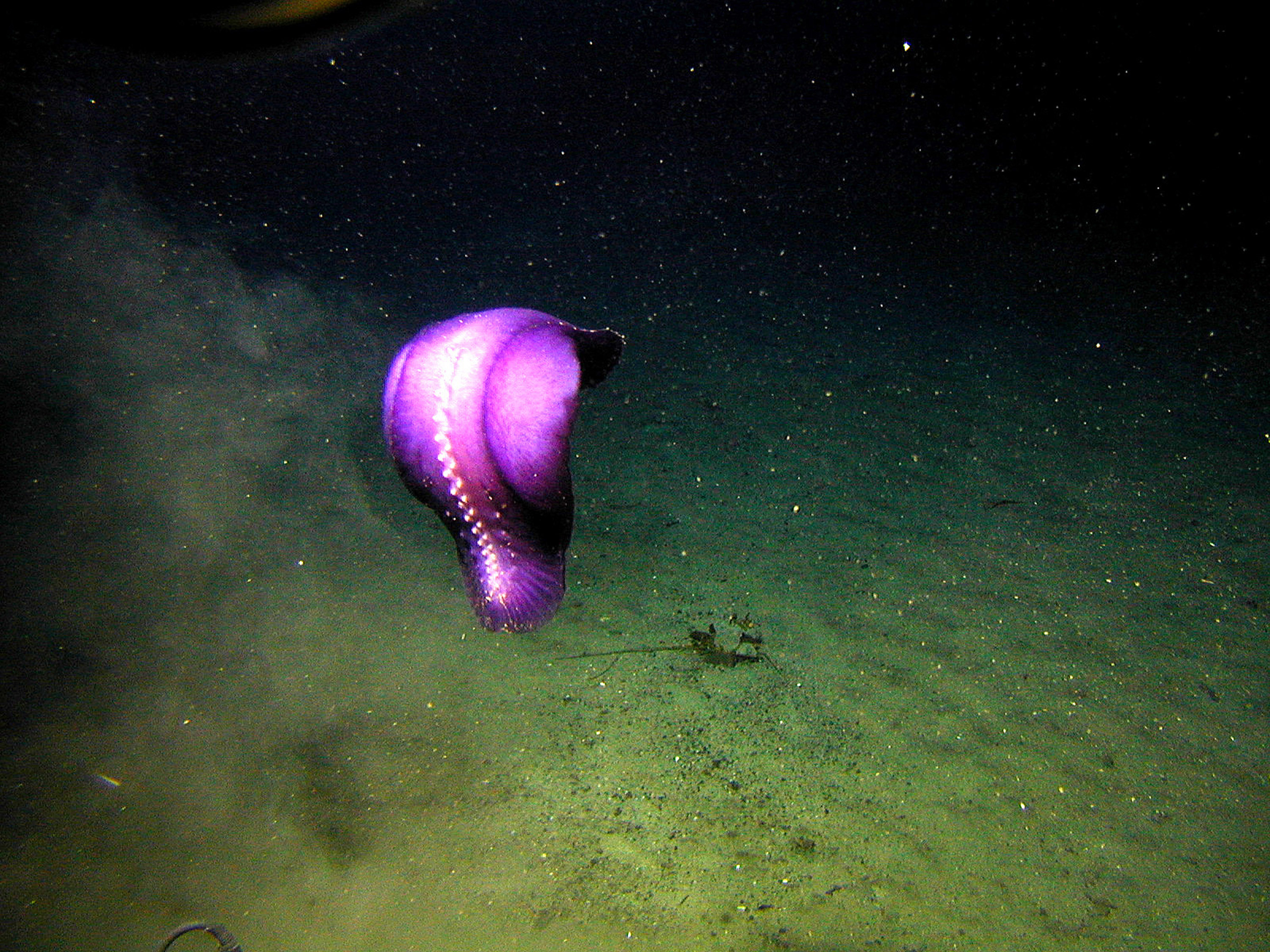
Un concombre de mer nageant au large de la côte de l'île de Taʻū (Vailulu'u Expedition 2005).
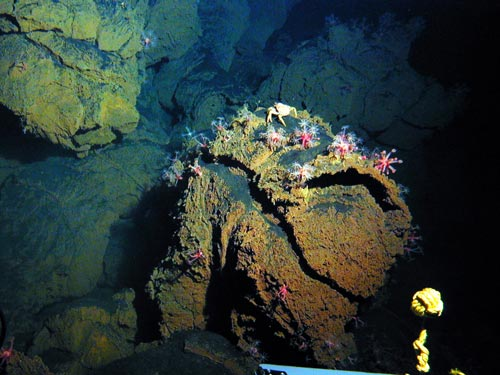
Des coraux Alcyoniidae sur le bord de la caldeira.